# なかじ有紀
なかじ 有紀（なかじ ゆき、1964年〈昭和39年〉9月11日 - ）は、日本の漫画家。 大阪府出身。松蔭中学校・高等学校を経て、神戸松蔭女子学院大学卒業。血液型はAB型。
1982年、『LaLa』（白泉社）8月大増刊号に発表した「聖一郎・愛・哀・eye」でデビュー。以後、『LaLa』や、その増刊枠で活躍している。代表作は『小山荘のきらわれ者』、『ハッスルで行こう』、『ビーナスは片想い』、『ZIG☆ZAG』。
2021年10月現在、生涯累計発行部数：1600万部突破（紙＋電子）。

## 作品リスト

### 単行本
花とゆめコミックス
- 学生の領分（全3巻、1985年刊）
- 小山荘のきらわれ者（全7巻、1985年 - 1988年刊）
- 素敵なシャイBOY（全1巻、1988年刊）
- 奇脳粉荘へどうぞ（全1巻、1988年刊）
- カラフルBOX（全3巻、1989年刊）
- RED（全4巻、1990年 - 1991年刊）
- STEP 小山荘のきらわれ者 番外編（全1巻、1991年刊）
- 隣のDOUBLE（全2巻、1992年刊）
- 僕らは強気なRUNNERだ!（全1巻、1993年刊）
- 隣はSCRAMBLE 隣のDOUBLE II（全4巻、1993年 - 1994年刊）
- 好きと言えない…（全1巻、1994年刊）
- ハッスルで行こう（全6巻、1995年 - 1997年刊）
- BRAN-NEW（全3巻、1998年刊）
- あなたがパラダイス ハッスルで行こう 番外編（全1巻、1999年刊）
- ビーナスは片想い（全12巻、1999年 - 2004年刊）
- ZIG☆ZAG（全9巻、2005年 - 2008年刊）
- HEAVEN（ヘヴン）カンパニー（花とゆめコミックススペシャル・全1巻、2009年刊）
- 純愛ラビリンス（全7巻、2009年 - 2012年刊）
- 今日から兄貴です!（全2巻、2013年 - 2014年刊）
- 京かのこ（全3巻、2014年 - 2017年刊）
- 小山荘のきらわれ者〜リターンズ〜（全2巻、2015年 - 2016年刊）[4]
- xxxな関係（花とゆめコミックススペシャル・全7巻、2020年 - 2023年）

### 文庫
白泉社文庫
- 小山荘のきらわれ者（全4巻、1998年刊）
- ハッスルで行こう（全4巻、2004年 - 2005年刊）
- 隣のDOUBLE（全1巻、2005年刊）
- 隣はSCRAMBLE（全2巻、2006年刊）
- RED（全2巻、2010年刊）